# Црква Вазнесења Господњег у Дугом Пољу
Црква Вазнесења Господњег у Дугом Пољу, насељеном месту на територији општине Модрича, припада Епархији зворничко–тузланској Српске православне цркве.

## Историјат
На месту данашње цркве се налазио храм саграђен 1850. године од цигле и дрвета, био је покривен храстовом шиндром. Његове димензије су биле идентичне садашњем храму. Дограђен је 1892. године дрвени звоник од храстовине, а 1922. је наново покривен црепом. Богослужења су вршена до 1965. године, када је црква разграђена и покренута је изградња новог храма.
Црква Вазнесења Господњег у Дугом Пољу је димензија 13×6 метара. Градња је започета 1966. године, темеље је освештао 28. августа епископ зворничко-тузлански Лонгин Томић, а новоизграђену цркву 1976. године. Реновирана је 2007—2009. године. Од 2007. године цркву осликава Срђан Бркушанин из Краљева, садрже зидани иконостас обложен са предње стране храстовим дрветом.